# Železniška postaja Laško
Železniška postaja Laško je ena izmed železniških postaj v Sloveniji, ki oskrbuje mesto Laško.